# NGC 3633
NGC 3633 (również PGC 34711 lub UGC 6351) – galaktyka spiralna (Sa), znajdująca się w gwiazdozbiorze Lwa. Odkrył ją Lewis A. Swift 23 marca 1887 roku.